# Tiny-G
Tiny-G fue un grupo surcoreano de cuatro miembros creado por GNG Production. Son reconocidas por su baja estatura y su nombre "Tiny-G" significa "Tiny Giant" (en español: pequeña gigante) porque a pesar de que son pequeñas, son fuertes y feroces. El grupo debutó en 2012 y se disolvió en 2015. El grupo contaba con cuatro miembros: Mint, Dohee, J.Min y Myungji.

## Predebut
Antes de su debut, el grupo apareció en el programa de MBC “Show Champion” el 14 de abril de 2012 y presentaron la canción "Polaris", una canción que el solista Jay Park y la actriz Lee Si Young les habían dado como regalo a través de "Music and Lyrics” de MBC. La canción se titulaba "Polaris" y fue publicada hasta el 14 de mayo de 2012 para el consumo público. Después de que "Music & Lyrics" fue transmitido, Tiny-G se convirtió en el número 1 de búsqueda de muchos portales coreanos.

## Historia

### 2012-2013: Debut con “Tiny-G”, “MINIMANIMO” y “Miss you”.
Los Teaser de la canción "Tiny-G" fueron liberados en la cuenta de Youtube de LOEN Entertainment a principios de agosto, el 9 de agosto se lanza un video de 44 segundos. El 16 de agosto se lanza un álbum de fotos promociona les. Después de revelar un teaser MV anterior y su foto cubierta del álbum, el 21 de agosto Tiny-G publicó´ un "teaser drama" de 63 segundos para su próximo MV . Su sencillo debut "Tiny-G" fue lanzado el 23 de agosto de 2012 horas antes de su debut en M! Countdown.
5 meses después del debut del grupo, Tiny-G liberó su segundo álbum sencillo titulado “MINIMANIMO” con la canción titulada del mismo nombre, lanzado el 21 de enero del 2013 con su ritmé track “Come out and Play”, en la actualidad el video musical de “MINIMANIMO” tiene más de 8 millones de reproducciones en YouTube, siendo su mayor éxito. El 2 de octubre, el grupo volvió con su tercer álbum sencillo y canción titulados “Miss you”.

### 2014-2015: Salida de Myungji, “Ice Baby”  Tiny-G M y pausa.
El 27 de junio del 2014, la agencia GNG Production anunció la salida oficial de Myungji afirmando lo siguiente “Myungji ha expresado su deseo de centrarse en su carrera de
actuación, la cual lleva construyendo poco a poco desde que era joven, apareciendo en varios anuncios como actriz infantil. Hemos tomado la decisión de respetar sus deseos". Myungji decidió seguir su carrera de actuación en la misma agencia.
Tiny-G volvió el 3 de julio del 2014 a tan solo 6 días de la salida de Myungji con su cuarto álbum sencillo y canción titulados “Ice Baby” el cual contó con 3 miembros.
El 25 de noviembre del 2014 debutó la subunidad tailandesa del grupo, Tiny-G M, compuesta por las miembros Mint y J.Min, con el sencillo “The Only One” y en colaboración con el cantante tailandés, Natthew.
La fuente de noticias Daily Sports informó el 10 de febrero del 2015 que la miembro Dohee se ha negado a participar en las actividades del grupo, supuestamente centrándose únicamente en la actuación. Luego dijeron: "Tiny-G se encuentra actualmente haciendo un paréntesis, ya que han paralizado las actividades grupales. Nada ha cambiado. Las miembros están sólo enfocándose en sus actividades individuales. También estamos buscando diferentes direcciones, ya que no queremos que las miembros no tengan nada que hacer. Estamos tratando de ayudar a la miembro tailandesa Mint a promover en Tailandia, al igual cómo hemos ayudado a Dohee a enfocarse en su actuación en Corea“.
GNG Production se deshizo del departamento de música de la agencia lo cual resultó en los rumores sobre la disolución del grupo. Sin embargo ellos anunciaron el Hiatus indefinido del grupo. 
En 2016, Mint dejó oficialmente el grupo después de firmar un contrato con JSL Company y el 14 de abril debutó como solista, luego de eso muchos rumorean que el grupo finalmente se disolvió.

## Discografía
Pre-Debut
- 2012: "Polaris" (Music and Lyrics OST – Jay Park & Lee Si Young)

EP
- 2013: TBA

Single
- 2012: Tiny-G (작은거인)
- 2013: MINIMANIMO
- 2013: Miss you
- 2014: Ice Baby